# 哈蒂科柳山
16°25′54″S 67°56′29″W / 16.43167°S 67.94139°W
哈蒂科柳山（Jathi Qullu），是玻利維亞的山峰，位於該國西部拉巴斯省的南永加斯省，處於塞爾克庫柳山以南、索拉科柳山西北面、科塔帕塔山以東和卡西里山以北，屬於安第斯山脈中玻利維亞瑞阿爾山脈的一部分，海拔高度5,421米。